# Cordyla styliforceps
Cordyla styliforceps är en tvåvingeart som först beskrevs av Bukowski 1934.  Cordyla styliforceps ingår i släktet Cordyla och familjen svampmyggor. Arten har ej påträffats i Sverige. Inga underarter finns listade i Catalogue of Life.